# Wilhelmus-Hubertus
Wilhelmus-Hubertus is een korenmolen aan de Oude Hushoverweg 30 in de Nederlandse stad Weert. Het is een ronde bakstenen beltmolen uit 1904. De molen verving een eerdere standerdmolen, die ten gevolge van blikseminslag was afgebrand.
De molen heeft tot voor de Tweede Wereldoorlog gemalen. In 1961/2 werd de molen gerestaureerd en kreeg de molen zijn huidige naam, naar de opa van de huidige molenbouwer Wim Adriaens. Sinds 2008 is de Wilhelmus-Hubertus eigendom van Ton Nouwen en Rolf Zincken, die deze prachtig molen volledig restaureerde, tezamen met diverse overheidsinstanties, fondsen en de Provincie Limburg tot een super sfeervol restaurant met woning. Het gaande werk is nog aanwezig en de molen is volledig draaivaardig.
De molen is geopend van woensdag tot en met zondag van 12.00-15.00 uur en van 18.00-22.00uur.
Korenmolens:
Sint Anna (Weert) ·
Sint Anna (Tungelroy) ·
Sint Oda ·
Wilhelmus-Hubertus